# زولسک
زولسک یک روستا در ایران است که در بخش مرکزی شهرستان سربیشه واقع شده‌است. زولسک ۲۳۶ نفر جمعیت دارد.